# 饶良县
饶良县，中国古县名。
隋朝开皇七年（587年）改阳平县置，治所在今河南省泌阳县，属显州。大业二年（606年）改名比阳县。 